# Girlboss
Girlboss (del inglés girl, «chica» y boss, «jefe») es un neologismo anglosajón que denota una mujer «cuyo éxito se define en oposición al mundo empresarial masculino en el que nada contra la corriente». Es la mujer segura y capaz que tiene éxito en su carrera, o la que persigue sus propias ambiciones, en lugar de trabajar para otros o conformarse con la vida. Popularizado por Sophia Amoruso en su libro Girlboss de 2014, el espíritu del concepto ha sido descrito como «incrementalismo conveniente». El término se utiliza a la inversa, con matices sarcásticos y peyorativos, para denotar a mujeres que intentan mejorar su vida profesional practicando las mismas prácticas abusivas y materialistas que se encuentran en la sociedad patriarcal.

## Historia
El término se hizo popular en 2014 después de que Sophia Amoruso lo usara, con un prefijo hashtag, como el nombre de su autobiografía de superventas, que fue adaptada a un programa de televisión del mismo nombre. Su uso inicial estuvo definido por su percibido empoderamiento. Su popularidad lo llevó a convertirse en «un modelo para la mercadotecnia y la escritura sobre mujeres poderosas en prácticamente todas las industrias». Para 2019, el concepto había comenzado a generar desdén por parte de algunas mujeres y lo consideraban irónico; otros todavía creían que tenía valor. En 2022, la propia Amoruso tuiteó: «Please stop using the word Girlboss thank you» («Por favor, dejen de usar la palabra Girlboss, gracias»).
Algunas audiencias comenzaron a criticar a la girlboss por perseguir éxitos individuales en lugar de trabajar para debilitar las fuerzas del patriarcado y buscar un cambio estructural más amplio. Sin embargo, algunos creen que los logros individuales de las mujeres todavía pueden ser elogiados y que esto no es excluyente de trabajar también por mejores lugares de trabajo y cambios positivos a nivel social. Martha Gill de The Guardian escribe que los movimientos feministas pueden «impulsar el cambio y ayudar a las mujeres en un mundo imperfecto», y aun así «celebrar a las mujeres que de todos modos triunfan».
A principios de 2020, la organización autorreguladora Advertising Standards Authority (ASA) del Reino Unido prohibió un cartel publicitario de PeoplePerHour que decía: «You do the girl boss thing we'll do the SEO thing» («Tú haces lo de ser girl boss, nosotros haremos lo de SEO»). Más tarde, en 2020, durante las protestas por la muerte de George Floyd, varias ejecutivas de alto perfil dimitieron tras acusaciones de crear lugares de trabajo tóxicos y racistas. Según Amanda Mull de The Atlantic, en esta ocasión el «fin de la girlboss» se manifestó en un «retroceso cultural». Judy Berman de Time afirmó que el aumento del sentimiento anticapitalista entre los jóvenes había convertido el término «en una broma, un meme, algo irremediablemente cheugy («chulo»)». Alex Abad-Santos de Vox argumentó que el término ha «cambiado culturalmente de un sustantivo a un verbo, uno que describe el siniestro proceso de éxito capitalista y vacío empoderamiento femenino», señalando la frase parodia «Gaslight, Gatekeep, Girlboss».
En 2021, algunas personas influyentes en las redes sociales intentaron redefinir el término como «una especie de área posirónica en la que se celebra el mal femenino», como en el caso del juicio de Elizabeth Holmes. Para algunos, Holmes fue «la girlboss por excelencia» y su juicio reveló muchas de las deficiencias presentes en la ideología de la girlboss y, más ampliamente, los intentos de utilizar el feminismo para minimizar la responsabilidad de las mujeres con respecto a sus decisiones. Varias películas y series de televisión de 2021 fueron criticadas por ejemplificar el término, como Physical. En septiembre de 2021, la decana de la Facultad de Artes y Ciencias Sociales de la Universidad de Sídney, Annamarie Jagose, hizo referencia al término mientras defendía los recortes propuestos en la universidad, afirmando: «¿Feminismo girlboss? No estoy segura de qué es el feminismo girlboss».

## Recepción e interpretaciones
Según Magdalena Zawisza, profesora asociada de Psicología de Género en la Universidad Anglia Ruskin, «es muy difícil escapar de los estereotipos de género profundamente arraigados, y muchos de esos intentos lingüísticos resultan contraproducentes ... Si bien 'girl boss' llama inmediatamente la atención sobre lo femenino, también infantiliza el papel de la mujer como jefa».  Mull criticó la idea de reforzar las estructuras de poder creadas por los hombres.
De manera similar, algunos afirman que si bien es importante llamar la atención hacia los éxitos de las mujeres, poner demasiado énfasis en su género puede implicar que estos éxitos sean meras excepciones anormales a las normas comunes de género o que sean inherentemente diferentes de los éxitos de los hombres. Stav Atir de la Universidad de Wisconsin-Madison sugiere que «intuitivamente entendemos que usar una palabra diferente para mujeres en campos dominados por hombres sugiere que estas mujeres son aberraciones, excepciones que confirman la regla», y 'girlboss' es uno de estos términos que muchos insinúan la incapacidad natural de la mujer para liderar.
Gargi Agrawal de Elle argumentó que «la idea propaga el sexismo, el racismo y el elitismo de clase». La periodista Vicky Spratt argumentó que el término era «un caballo de Troya sexista... si no tuviéramos tanto miedo del poder de las mujeres, no necesitaríamos hacer esto, para hacerlo más aceptable envolviéndolo en brillantina y lavado de rosa».
Hannah Ewens de Vice señaló que, aunque la idea es de la década de 2010, sus raíces se remontan a la década de 1980: «La mujer trabajadora de la era Thatcher y Reagan, pavoneándose con su traje de poder, tenía tanto al jefe como al bebé en una correa». Emma Maguire, en un artículo para The Conversation, se hizo eco de un sentimiento similar y dijo que la idea de la girlboss sólo era posible gracias a los logros feministas. Ella eligió a June Dally-Watkins como ejemplo de girlboss histórica. Ewens veía a una girlboss como una mujer multitarea que no ve a la familia como una prioridad y «engañosamente disuelve la clase sin entenderla ni interactuar con ella». Maguire escribió que «la retórica de girlboss a menudo funciona para propagar el sexismo, el racismo y el elitismo de clase, entre otras formas de opresión».
Ewens destacó a Paris Hilton, Gwyneth Paltrow, Jessica Alba y Sarah Michelle Gellar como ejemplos de jefas.  Mull llamó a The Wing a «una especie de incubadora para girlbosses». La exeditora ejecutiva de Teen Vogue, Samhita Mukhopadhyay argumentó que «para las mujeres, navegar en el lugar de trabajo siempre ha consistido en descubrir qué tropos evitar—rápidamente aprendemos a no ser el felpudo o la arpía, la secretaria o la regañona—y parecía que la muerte de la girlboss había tendido otra trampa».